# Cercomela
Cercomela is een opgeheven geslacht van zangvogels uit de familie vliegenvangers (Muscicapidae).
Er waren zeven soorten die in het Nederlands "spekvreters" werden genoemd omdat deze vogels de gewoonte hadden om aan het vet te pikken dat op de assen van de huifkarren (of ossewa) zat waarmee de Boeren in Zuid-Afrika zich verplaatsten.
De soorten uit het geslacht Cercomela zijn sinds 2012 verdeeld over twee andere geslachten: Emarginata en Oenanthe.
Naar Oenanthe
- Roetspekvreter (Oenanthe dubia, was: C. dubia)
- Roodstaartspekvreter (Oenanthe familiaris, was C. familiaris)
- Bruine rotsspekvreter (Oenanthe fusca, was C. fusca)
- Zwartstaart (Oenanthe melanura, was C. melanura)
- Bruinstaart (Oenanthe scotocerca, was C. scotocerca)

Naar Emarginata
- Karoospekvreter (Emarginata schlegelii was C. schlegelii)
- Vlaktespekvreter (Emarginata sinuata was C. sinuata)
- Woestijnspekvreter (Emarginata tractrac was C. tractrac)